# 아타르바베다

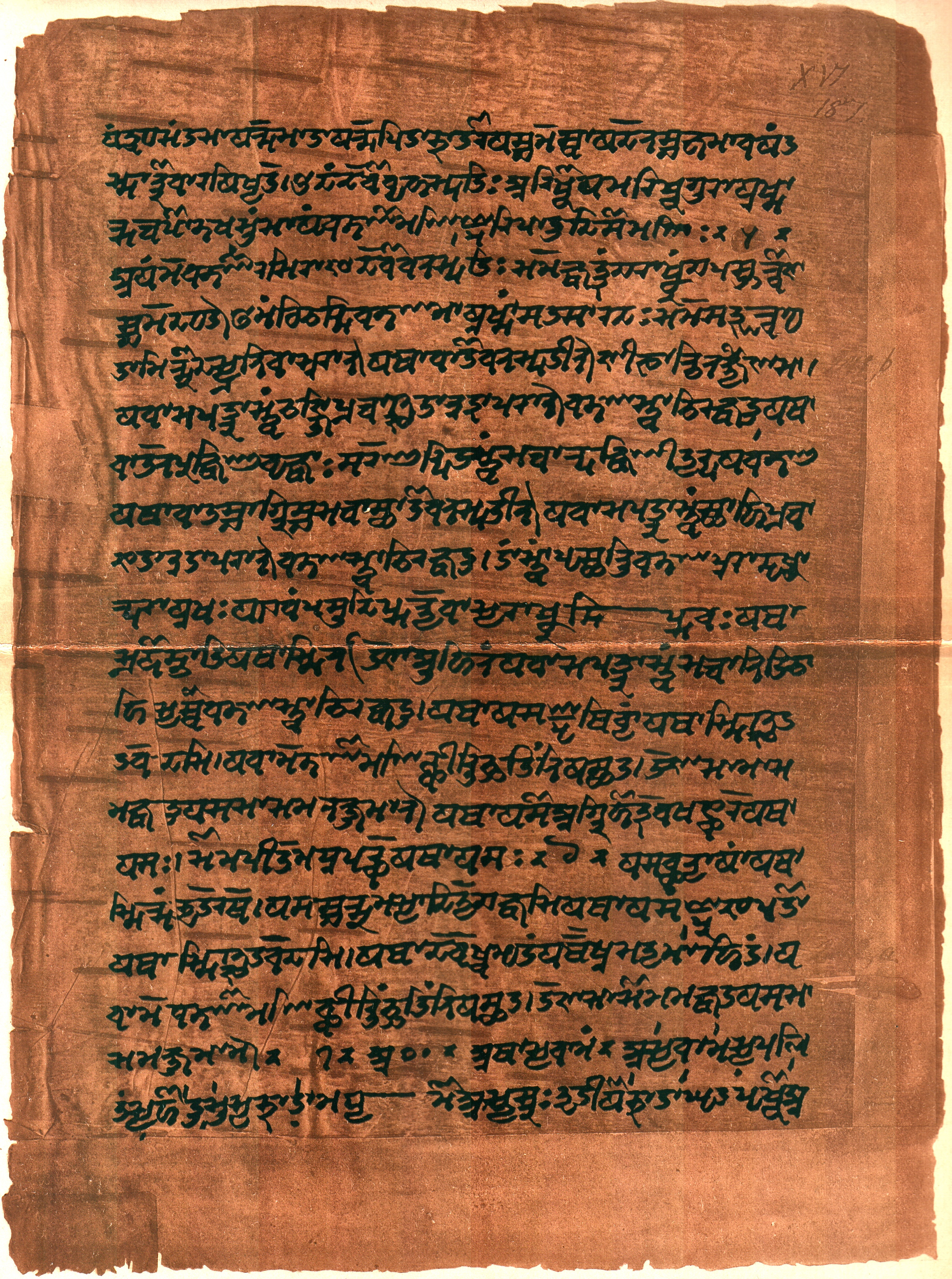
아타르바베다 고문헌

아타르바베다(산스크리트어: अथर्ववेद)는 리그베다 후기의 사상과 우파니샤드의 철학을 연결하는 시기였던 기원전 1000년 경에서 기원전 800년 사이에 형성된 베다의 네번째 삼히타이자 마지막 삼히타이다. 신에게 바치는 감로인 소마에 대한 의식을 비롯하여 사람들의 모든 의례와 제식이 포함되어 있으며, 주문(呪文), 이야기, 예언, 액막이 부적, 소량의 사색적인 만트라들 등과 같이 주로 재앙을 제거하고 복을 불러오는 주술적인 내용을 담고 있는 경전이다. 리그베다가 사제계층의 브라만들에게만 행해졌다면 아타르바베다는 일반적인 서민들의 관습에게까지 영향을 준 경전으로, 아타르바베다의 상당히 복잡한 규정과 그에 관한 신화적 의미는 실제로 인도인들의 문화 속에 깊이 부여되어 있다.

## 같이 보기
- 아유르베다
- 우파니샤드
- 베다